# Milesians

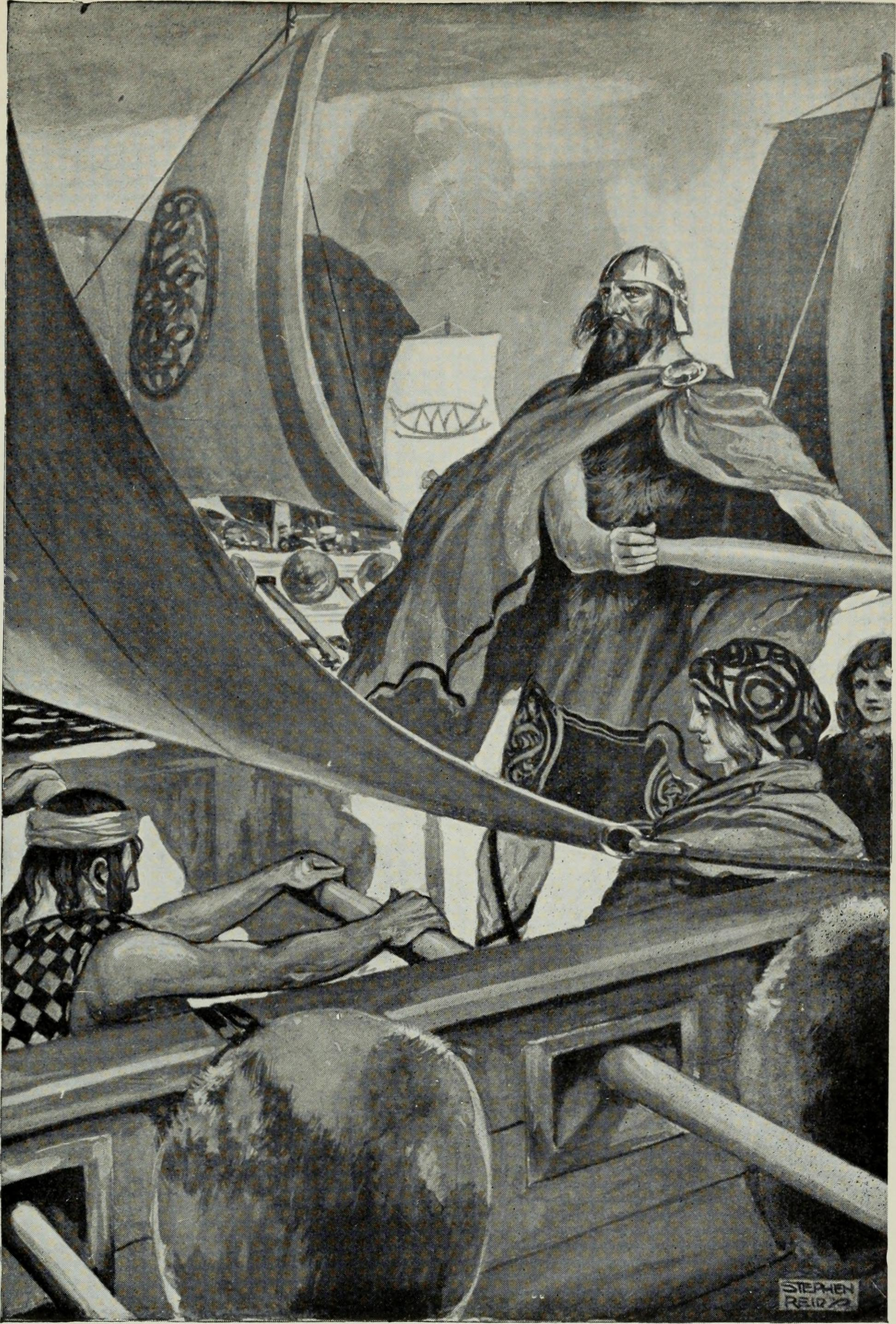
"The Coming of the Sons of Miled", il·lustració de J. C. Leyendecker dins Myths & Legends of the Celtic Race (T. W. Rolleston, 1911)

Els Milesians, segons la mitologia irlandesa, eren els fills de Míl Espáine, que es creu que era la forma irlandesa del llatí Miles Hispaniae, "soldat d'Hispània". Arribaren de Galícia i foren els habitants finals d'Irlanda, i es creu que representen els celtes goidèlics.

## Mite
El Lebor Gabála Érenn descriu l'origen dels celtes goidèlics. Són descendents de Goídel Glas, un escita que estava present en la caiguda de la torre de Babel, i Scota, la filla d'un faraó d'Egipte. Dues branques dels seus descendents van deixar Egipte i Escítia en els temps de l'èxode de Moisès, i després d'un període vagant per les ribes del Mediterrani van arribar a la península Ibèrica, on es van assentar després de diverses batalles. Un d'ells, Breogán, va construir una torre en un lloc anomenat Brigantia (probablement en la costa de Galícia, prop de La Corunya, i on una tribu cèltica anomenada "Brigantes" en testifica que hi vivia en temps antics). Des de l'alt d'aquesta torre (que es creu és la torre d'Hèrcules) ell, o el seu fill Ith, fou el primer a veure Irlanda.
Ith va fer la primera expedició a Irlanda, però va ser mort pels tres reis d'Irlanda, Mac Cuill, Mac Cecht i Mac Gréine dels Tuatha Dé Danann. En venjança els nebots d'Ith, els vuit fills de Míl Espáine (el "Soldat d'Hispània", el nom del qual era Galam o Golam), va liderar una força invasora per derrotar els Tuatha Dé i conquistar Irlanda. Els fills de Míl van arribar al comtat de Kerry i van lluitar fins al pujol de Tara. Llavors, les esposes dels tres reis, Ériu, Banba i Fodla van demanar que l'illa s'anomenés com elles: Ériu és la forma anterior del nom modern Éire, i Banba i Fodla eren d'ús freqüent com a noms poètics per a Irlanda, així com Albió ho és per a Gran Bretanya.
A Tara els fills de Míl van trobar als tres reis, i es va acordar que els invasors tornessin a les seves naus i naveguessin una distància de nou ones d'Irlanda, i si podien tornar a terra una altra vegada, Irlanda seria la seva. Van partir, però els Tuatha Dé van usar màgia per aixecar una tempesta, en la quina cinc dels fills es van ofegar, quedant solament Eber Finn, Éremón i Amergin el poeta, per arribar a terra i prendre l'illa. Amergin va dividir el regne entre Éremón, que va governar la meitat nord, i Eber Finn, la meitat sud.

## Llegat
En l'esquema històric proposat per T. F. O'Rahilly, el que els reis d'Irlanda descendissin dels fills de Míl, és una ficció feta per proporcionar legitimitat als goidélics, que van envair Irlanda en el segle i aC o segle ii aC, donant-los el mateix origen antic que la gent indígena a qui van dominar. No obstant això, ha estat argumentat que la història és una invenció molt posterior d'historiadors irlandesos medievals, inspirada pel seu coneixement dels "Set llibres d'història contra els Pagans", escrit a principis del segle v pel clergue de la Gallaecia romana Pau Orosi.

Estendard reial escocès amb el Lleó Rampant

Els clans de Dál Riata que es traslladaren a l'Ulster des d'Escòcia occidental cap al 500 van tenir èxit en l'assoliment de la corona, i un descendent seu, Malcolm Canmore, usà la insígnia milesiana del lleó rampant. Avui dia encara és l'Estendard Reial d'Escòcia.
Durant segles, el mite de Míl Éspaine i els milesians va ser utilitzat a Irlanda per guanyar i assegurar legitimitat dinàstica i política. Per exemple, en el seu Two bokes of the histories of Ireland (1571), Edmund Campion intenta utilitzar el mite per establir un dret antic del Monarca Britànic per governar Irlanda. En A View of the Present State of Ireland, Edmund Spenser accepta i rebutja diverses parts del mite per denigrar als irlandesos dels seus dies i per justificar la invasió anglesa d'Irlanda en els anys 1590.
Probablement l'última fita important per al mite va ser durant la Contenció dels bards, que sembla haver tingut lloc el 1616-1624. Durant aquest període els poetes del nord i sud de l'illa exaltaren els mèrits dels seus respectius pobles (Eremonians i Eberians), a costa de l'altra part, i sovint es rebaixaven a una mesquinesa que alguns contemporanis creien ximple.
Finalment, l'obra de Geoffrey Keating Foras Feasa ar Eirinn (escrit c.1634) utilitza el mite per promoure la legitimitat de la pretensió dels Stuart sobre la corona d'Irlanda (relacionat amb l'origen de la Lia Fáil), el que demostra que Carles I descendia, a través de Brian Bóroimhe, Éber i Galamh, de Noè i, en última instància, d'Adam. El motiu del lleó rampant que va esdevenir Estendard Reial d'Escòcia fou usat per altres clans que afirmaven ser descendents dels milesians.
La llegenda irlandesa, inspirada en part en els escrits del monjo Paulo Orosio a la Gal·lècia del segle V, va arribar al regne de Galícia de tornada a través del Camí de Sant Jaume i amb la fugida dels Comtes. Posteriorment, el Rexurdimento gallec tindria relació amb el Ressorgiment celta a Irlanda. L'himne oficial de Galícia personifica el país a la figura de Breogán, avi de Míl Espáine.

## La concessió de drets especials als irlandesos en l'Espanya moderna
A l'edat moderna molts homes i dones irlandesos van fugir a Espanya a conseqüència de la inestabilitat política i militar al seu país d'origen. La creença que els gaèlics irlandesos descendien de Míl Espáine i els seus seguidors espanyols era habitual a Espanya, així com a Irlanda, i com a resultat els irlandesos a Espanya se'ls va donar tots els drets i privilegis com a súbdits espanyols. En 1680 Carles II d'Espanya va emetre un decret afirmant que "els irlandesos a Espanya sempre han gaudit dels mateixos privilegis que els espanyols. Aquesta sempre ha estat la pràctica i és realitat avui dia." El rei Felip V d'Espanya va expedir decrets en 1701 i 1718 confirmant aquests drets i afirmant que els irlandesos serien tractats com a espanyols nadius. En 1791, en resposta als temors sobre la Revolució francesa, es van emetre ordres reials per a crear registres de tots els estrangers a Espanya i després obligar-los a un jurament de lleialtat. Tres irlandesos nadius que vivien a Cadis acordaren signar el registre, però es va negar a prendre el jurament perquè com espanyols no estaven obligats a prendre'l. Els tres van apel·lar al Consell Reial de Madrid, qui va decretar (després de consultar al fiscal general) que "la presa del jurament, al que tots els estrangers estat obligats, no es pot extreure dels irlandesos, ja que per al sol fet del seu assentament a Espanya els irlandesos es consideren espanyols i tenen els mateixos drets". El rei Carles IV d'Espanya va emetre un decret el 1792 confirmant aquesta decisió pel seu consell.

## Genealogia dels Grans Reis Milesians
```
Breogán

|
_________________________|_________________________
| |
Bile Íth
| |
Galam Lugaid
(
Míl
) |
_______________________|___________________ _____|_____
| | | | | | | | |

Donn
 
Eber
 
Amergin
 Ír Colpa Arannan 
Éremón
 Eoinbric Mal

Finn
 | | | |
__________|_______ | ______________|____________ | |
| | | | | | | | | | | |

Ér
 
Orba
 
Ferón
 
Fergna
 Eber 
Muimne
 
Luigné
 
Laigné
 Palap 
Irial
 Riaglan Edaman
| 
Fáith
 | |
_____________|______________ | | |
| | | | |
Ebric 
Conmáel
 
Eithrial
 Sithchenn Congal
_______________|______ | | | |
| | | | | | |
Airtre 
Cearmna
 
Sobhairce
 
Eochaid
 Follach Mairtine Dáire
| 
Faebar Glas
 | | |
| _______|_______ | | |
| | | | | |
Art Nuada Mofemis 
Tigernmas
 Rothlan 
Eochaid

| | | | | 
Étgudach

Sedna
 1 Glas 
Eochu
 Enboth Flann
| | 
Mumu
 | Ruadh
| | | | |

Fiacha
 Rossa 
Énna
 Smirgull Ailill

Finscothach
 | 
Airgdech
 | |
| | | |

Ollamh
 Roithechtaig 
Fiacha
 Fionn

Fodhla
 | 
Labhrainne
 |
________|_____________________ | | |
| | | | | | |

Finnachta
 
Slanoll
 
Gedhe
 Cairbre Fer 
Aengus
 
Eochaid

| | 
Ollgothach
 | Arda 
Olmucada
 
Apthach

Fiacha
 
Ailill
 | | | |

Finnailches
 
Bearnghal
 Labraid Cas 
Roitheachtaigh
 1
| Clothach |
| | |
Bratha 
Muineamhón
 Dian
| | |

Fionn
 
Faildeargdoid
 
Sírna

| | |

Sirlám
 Cas Ailill
| Cétchaingnech Olchaoin
| | |

Airgeatmhar
 Failbe 
Giallchaidh

________________________________| | |
| | | | | |
Fomor Finntan Deman Badarn Roan 
Nuadat

| | | | | 
Finnfail

| | | | | |
Dub 
Cimbáeth
 
Díthorba
 
Áed
 
Roitheachtaigh
 2 Áedan
| 
Ruad
 | Glas
| | | |
Sithrige 
Macha Mong Ruad
 
Elim
 
Simeon

| 
Oillfinshneachta
 
Breac

| |

Rudraige
 2 
Art

________|______________________________ 
Imleach

| | | | | |
Ginga 
Bresal
 Ross 
Congal
 Cas |
| 
Bódíbad
 Ruad 
Clairinech
 | 
Breisrigh

| | | |
Capa Connra 
Fachtna
 
Sedna
 2
| | 
Fáthach
 |
| | |
Fachtna 
Éllim
 
Duach

| 
Finn

| __________|_____________
| | |
Cas 
Muireadach
 
Enda

| 
Bolgrach
 
Dearg

| ______________________| |
| | | |
Cas 
Fiacha
 Duach 
Lugaid

Trillsech 
Tolgrach
 Temrach 
Iardonn

| | ______|______ |
| | | | |

Amergin
 
Duach
 
Eochaid
 
Conaing
 
Eochaid

| 
Ladhgrach
 
Fiadmuine
 
Begeaglach
 
Uaircheas

| | |
| | |

Conall
 Eochaid 
Lugaid

Cernach
 Buadach 
Lámdearg

| ______|______ |
| | | |
Irial 
Úgaine
 
Badbchaid
 Art
Glunmar 
Mor
 |
| ____|_________________________ |
| | | |
Fiachna 
Lóegaire
 
Cobthach
 
Ailill

Finnamnas 
Lorc
 
Cóel Breg
 
Finn

| | | |
Muireadach Ailill 
Meilge
 
Eochaid
 (
Fir Bolg
)
| Áine 
Molbthach
 | |
| | | | |
Finnchad 
Labraid
 
Irereo
 
Lugaid
 Rinnal
| 
Loingsech
 | 
Laigde
 Dagarmag
| | | | |
Giallchaidh Ailill 
Connla
 
Rechtaid
 Erndolb
Fionn Bracan 
Cáem
 
Rígderg
 |
| | | | |
Cathbad 
Aengus
 
Ailill
 Cobthach Oiris
| 
Ollamh
 
Caisfhiaclach
 Cáem Eclonnach
| | | | |
Rochruide Bresal 
Eochaid
 
Mog Corb
 Luaigne
| Brec 
Ailtleathan
 | Laidcinn
| | _________|_____________ | |
| | | | | | |

Mal
 
Fergus
 
Aengus
 Ederscél Fiacha 
Fer Corb
 Tat

Fortamail
 
Tuirmech
 Temrach Fer Mara | Tetmanach
| | | | | |
Fedlimid 
Enna
 
Conall
 Ailill 
Adamair
 Dichun
Forthriun 
Aignech
 
Collamrach
 Érainn | Uairidnach
| | | | |

Crimthann
 Labraid Feradach 
Nia
 Rudraige

Coscrach
 Lorc | 
Segamain
 |
| | | | |
Mog Art Blathacht Forga 
Innatmar
 Dubthach
| | | | |
Art Esamain Maine 
Lugaid
 
Cairbre

| Eamna | 
Luaigne
 
Cinnchait

| | | |
Elloit Rogen Airndil Cairbre
| Ruadh | Lusc
| | | |
Nuada Fionnloch Roithriun 
Duach

Fullon | | 
Dallta Dedad

| | |
Feradach Fionn Triun
Foglas ______|______ |
| | | |
Ailill 
Eochaid
 
Eochaid
 Roisin
Glas 
Feidlech
 
Airem
 |
| | |
Fiacha 
Findemna
 Sin
Foibric | _____|_____
| | | |
Bresal 
Lugaid
 Degaidh Eochaid
Brec 
Riab nDerg
 | |
| | | |
Lugaid 
Crimthann
 Iar Deitsin
Loithfinn 
Nia Náir
 | |
| | | |
Sedna 
Feradach
 Ailill Dluthach
Sithbac 
Finnfechtnach
 | |
| | |

Nuada
 Eogan Dáire

Necht
 | |
| | |
Fergus 
Ederscel
 
Fiatach

Fairge | 
Finn

| | |
Rossa 
Conaire
 
Fiacha

Ruadh 
Mor
 
Finnfolaidh

| |
Fionn 
Tuathal

File 
Teachtmhar

| |

Conchobar
 
Fedlimid

Abradruad
 
Rechtmar

| |
Mog Corb 
Conn

| 
Cétchathach

Cú Corb
|
Nia Corb
|
Cormac
Gelta Gáeth
|
Fedlimid
Firurglas
|

Cathair

Mor
```